# Clifford Lynch

Clifford A. Lynch (1954 - 10 de abril de 2025) ha sido un científico de la computación y de la información estadounidense, y director de la Coalition for Networked Information (CNI).

## Biografía
Lynch estudió matemáticas en Columbia College, hizo un máster en ciencias de la computación y se terminó doctorando en dicha materia en 1987 en la Universidad de California en Berkeley.
Trabajó durante 18 años en la Universidad de California, siendo profesor en la Facultad de Ciencia de la Información y director del departamento de automatización de bibliotecas durante 10. En ese tiempo, trabajó en la creación del primer catálogo en línea formado por todos los catálogos del sistema bibliotecario de la universidad. Lynch y su equipo programaron un hardware y software, además de una interfaz. El OPAC fue llamado MELVYL.
En 1997 fue nombrado director ejecutivo de la Coalition for Networked Information (CNI), organismo fundado en 1990 por Paul Evan Peters y respaldado por la Asociación de Bibliotecas de Investigación y por la organización educativa EDUCAUSE. El CNI está configurado por numerosas instituciones culturales, educativas y científicas con el fin de utilizar las tecnología de la información y el intercambio de información en red para el avance de la investigación académica.

Clifford Lynch es un experto en preservación digital, bibliotecas digitales y, sobre todo, repositorios institucionales (de universidades), a los que llegó a definir en 2003 como conjunto de servicios ofrecidos a la comunidad científica y diseminación de los materiales en forma digital generados por la comunidad.

## Premios y publicaciones
Clifford Lynch ha sido galardonado con numerosos premios, entre ellos el Premio Joseph W. Lippincott (2004) otorgado por la American Library Association o el Premio ASIST al Mérito Académico (2008) por la Assocation for Information Science and Technology, asociación de la que fue presidente en 1996.
En 2017 fue nombrado fellow de la Association for Computing Machinery (ACM)